# Balela
Balela is een bestuurslaag in het regentschap Flores Timur van de provincie Oost-Nusa Tenggara, Indonesië. Balela telt 1192 inwoners (volkstelling 2010).